# Filho do Homem
A expressão "Filho do homem" (ben Adam, בן אדם), "filho de Adão" ou "como um homem" são frases usadas na Bíblia Hebraica, em várias obras apocalípticas do período intertestamentário e no Novo Testamento grego. Na forma indefinida ("filho de Adão", "filho do homem", "como um homem") usada na Bíblia Hebraica, é uma forma de tratamento, ou contrasta os seres humanos com Deus e os anjos, ou contrasta nações estrangeiras (como a Pérsia e a Babilônia), que são frequentemente representados como animais nos escritos apocalípticos (urso, cabra ou carneiro), com Israel que é representado como humano (um "filho do homem"), ou significa uma figura humana escatológica. 
A frase é usada em sua forma indefinida no Antigo Testamento grego, nos apócrifos bíblicos e nos pseudepígrafos. O Novo Testamento grego usa a forma indefinida anterior enquanto introduz uma nova forma definida, “o Filho do homem”. 

## Histórico

### Velho Testamento
A expressão hebraica "filho do homem" (בן–אדם, ben-'adam) aparece 107 vezes na Bíblia Hebraica, a maioria (93 vezes) no Livro de Ezequiell  É usado de três maneiras principais: como forma de tratamento (Ezequiel); contrastar o status humilde da humanidade com a permanência e a dignidade exaltada de Deus e dos anjos (Números 23:19, Salmos 8:4); e como uma futura figura escatológica cuja vinda assinalará o fim da história e o tempo do julgamento de Deus (Daniel 7:13-14). 
Daniel 7 fala de uma visão dada a Daniel na qual quatro “bestas”, representando nações pagãs, oprimem o povo de Israel até serem julgados por Deus. Daniel 7:13-14 descreve como o "Ancião de Dias" (Deus) dá domínio sobre a terra a "alguém como um filho de homem (כבר אנש [kibar 'anash])". A passagem em Daniel 7:13 ocorre em aramaico bíblico. Mais tarde, no capítulo 7, é explicado que “alguém semelhante a um homem” certamente implica um “ser humano” e também representa “os santos do Altíssimo” (7:18, 21–22) e “o povo dos santos do Altíssimo”. o Altíssimo" (7:27). Os “santos” e o “povo dos santos”, por sua vez, provavelmente representam o povo de Israel – o autor está expressando a esperança de que Deus tirará o domínio sobre o mundo das “nações” pagãs semelhantes a bestas e o dará aos humanos. -como Israel. 

### Apócrifos e Pseudepígrafos[6]
Embora Daniel 7:13 "como um filho de homem" tenha sido interpretado como representando o Messias (por exemplo, no Comentário de Rashi sobre o Tanakh), esta interpretação foi provavelmente introduzida por obras apócrifas e deuterocanônicas posteriores, como as Similitudes (ou Parábolas) de Enoque e 4 Esdras. Se essas referências messiânicas ao “Filho do Homem” são genuinamente judaicas ou o resultado de interpolação cristã é objeto de controvérsia. Um exemplo de seção controversa é a de "As Similitudes" (1 Enoque 37-71), que usa Daniel 7 para produzir um Filho do Homem messiânico sem paralelo, preexistente e oculto, mas finalmente revelado, funcionando como juiz, defensor da justiça e universal. governante.  A figura messiânica Enoquica é um indivíduo que representa um grupo (o Justo que representa os justos, o Eleito que representa os eleitos), mas em 4 Esdras 13 (também chamado de 2 Esdras) ele se torna um homem individual. 

### Novo testamento
O Novo Testamento apresenta o indefinido “um filho do homem” em Hebreus 2:6 (citando Salmos 8:4), e “alguém como o filho do homem” em Apocalipse 1:13, 14:14 (referenciando Daniel 7:13).  Os evangelhos introduzem uma nova forma definida "ὁ υἱὸς τοῦ ἀνθρώπου" (grego), literalmente "o filho do homem", uma expressão estranha e ambígua em grego.  Funciona como um equivalente enfático do pronome de primeira pessoa eu/me/meu, e em todos os quatro evangelhos é usado apenas por Jesus (exceto uma vez no Evangelho de João, quando a multidão pergunta o que Jesus quer dizer com isso).  O teólogo alemão Rudolf Bultmann vê a frase não como genuinamente usada por Jesus, mas como inserida pela Igreja primitiva, mas o teólogo C. F. D. Moule argumenta que a frase, "longe de ser um título evoluído do pensamento apocalíptico atual pelos primeiros Igreja e por ela colocada nos lábios de Jesus, está entre os símbolos mais importantes usados pelo próprio Jesus para descrever a sua vocação e a daqueles que ele convocou para estar com ele." 

### Judaísmo
"Filho do homem" é a tradução de um hebraico e um usada na Bíblia Hebraica. Em hebraico, o termo é ben-adam, enquanto em aramaico é equivalente bar-adam é usado. No Livro de Daniel e na literatura pós-bíblica, os termos semelhantes bar-anoshe bar-nasha também aparecem. A expressão hebraica “filho do homem” significa (בן–אדם ou seja, ben-'adam) aparece cento e sete vezes na Bíblia Hebraica. Esta é a construção hebraica mais comum para o singular, aparecendo 93 vezes no Livro de Ezequiel sozinho e 14 vezes em outro lugar. Em trinta e dois casos, a frase aparece na forma plural intermediária “filhos dos homens”. Conforme geralmente interpretado por Judeus, "filho do homem" denota humanidade geralmente em contraste com divindade ou divindade, com referência especial a sua fraqueza e fragilidade.  
É usada comumente no Judaísmo e no idioma hebraico em geral para denotar um ser humano, uma pessoa; o plural (bnei Adam, בני אדם) é utilizado para humanidade.  No livro do profeta Daniel conta-se que é a aparência de uma pessoa que recebe de Deus todo o poder sobre o Reino Eterno (Daniel 7,13 e 14 "Eu estive olhando nas minhas visões noturnas, e eis que vinha nas nuvens como um filho de Adão, e dirigiu-se ao Ancião de Dias, e o fizeram chegar até ele, e foi-lhe dado o domínio, e a honra, e o reino para que todos os povos, nações e línguas o sirvam. O domínio dele é domínio eterno, e o reino dele é o único que não será destruído.").
Conforme geralmente interpretado pelos judeus, "filho do homem" denota a humanidade geralmente em contraste com a divindade ou divindade, com referência especial à fraqueza e fragilidade humana (Jó 25:6; Salmos 8:4; Salmos 144:3; Salmos 146 :3; Isaías 51:12, etc.) O termo "ben adam" é apenas um substituto formal para o pronome pessoal ou talvez um título dado ao profeta Ezequiel, provavelmente para lembrá-lo de sua fraqueza humana. 
"Filho do homem" em Jó 25 e Salmo 146 é ben adam (hebraico: בן־אדם ) e "filho do homem" em Salmos 144 está ben enosh (Hebraico: בן־אנוש: "Entre os judeus o termo "filho do homem" não foi usado como o título específico do Messias. A expressão do Novo Testamento ὅ ὑιὸς τοῦ ἀνθρόπου é uma tradução do aramaico "bar nasha," e como tal poderia ter sido entendido apenas como um substituto para um pronome pessoal, ou como uma ênfase nas qualidades humanas daqueles a quem é aplicado. Que o termo não aparece em nenhuma das epístolas atribuídas a Paulo é significativo. Nos Evangelhos [cristãos] o título ocorre oitenta e uma vezes. A maioria (..) chegou à conclusão de que Jesus, falando aramaico, nunca poderia ter se designado como o "filho do homem" em um sentido messiânico e místico, porque o termo aramaico nunca implicou esse significado." 

### Cristianismo
No Cristianismo é reconhecido como Jesus, pelas referências nas Escrituras ao Messias.
Para os cristãos, os judeus teriam entendido o que Jesus quis dizer antes da Páscoa em que foi crucificado: "... Pai, glorifica o teu nome. Então veio uma voz do céu: "Tenho o glorificado, e o glorificarei." Ora, a multidão que estava ali e havia ouvido, dizia que foi um trovão. Outros diziam: "Um anjo lhe falou." Jesus respondeu, e disse: "Não veio esta voz por causa de mim, mas por causa de vocês. Agora é o juízo deste mundo. Agora será expulso o príncipe deste mundo. E eu quando for levantado, atrairei todos a mim." E dizia isso significando de que morte haveria de morrer. Respondeu-lhe a multidão: Nós temos ouvido na torah (a lei), que o Mashiach (Ungido, Cristo) permanece para sempre, como tu dizes convém que o Filho do Homem seja levantado? Quem é esse Filho do Homem?" - João 12, 28-34
Filho do homem é uma expressão nas palavras de Jesus nos escritos cristãos, incluindo os Evangelhos, os Atos dos Apóstolos e o Livro do Apocalipse. O significado da expressão é controverso. A interpretação do uso de "o Filho do homem" no Novo Testamento permaneceu desafiadora e após 150 anos de debate nenhum consenso sobre o assunto surgiu entre os estudiosos.  A expressão “o Filho do homem” ocorre 81 vezes nos quatro evangelhos canônicos (citando principalmente Jesus) e outras quatro vezes no resto do Novo Testamento. A expressão hebraica equivalente "filho do homem" (בן–אדם, ou seja, ben-'adam) aparece no Antigo Testamento 103 vezes. 
O uso do artigo definido em "o Filho do homem" no grego koiné dos evangelhos cristãos é original, e antes de seu uso lá, não existem registros de seu uso em nenhum dos documentos gregos sobreviventes da antiguidade. Geza Vermes afirmou que o uso de "o Filho do homem" nos evangelhos cristãos não está relacionado aos usos da Torá hebraica. 
Durante séculos, a perspectiva cristológica do Filho do homem ("homem" referindo-se a Adão) tem sido vista como uma possível contrapartida à do Filho de Deus e assim como o Filho de Deus afirma a divindade de Jesus, em vários casos o Filho de Deus o homem afirma a sua humanidade. A profissão de Jesus como o Filho de Deus tem sido um elemento essencial dos credos cristãos desde a era apostólica, e embora alguns não pensem que a profissão de Cristo como Filho do homem fosse necessária para os cristãos, a proclamação de Jesus como o Filho do homem tem tem sido um artigo de fé no Cristianismo desde pelo menos o Credo Niceno, que se lê em inglês como: "pelo poder do Espírito Santo ele encarnou da Virgem Maria e foi feito homem". 
Cristo sendo um homem-Deus era tão importante que foi a questão principal abordada no Concílio de Calcedônia, onde a heresia do monofisismo foi abordada. Os monofisitas consideravam Cristo como tendo uma natureza única que era uma mistura dos dois, Deus e Homem, enquanto a posição católica ortodoxa sustentava que ele era completamente Deus e completamente homem, simultaneamente. Estas posições no Credo do concílio de Nicéia, e o tema principal do Concílio de Calcedônia, mostram a importância da crença cristã primitiva na natureza de Jesus como Deus e Homem, tanto que acreditar que os dois poderiam ser reduzidos a um terceiro, misturada, a natureza era considerada uma heresia. 
No grego koiné do Novo Testamento, "o filho do homem" é "ὁ υἱὸς τοῦ ἀνθρώπου" (ho huios tou antropou). A expressão hebraica "filho do homem" (בן–אדם ou seja, ben-'adam) também aparece mais de cem vezes na Bíblia Hebraica. Em trinta e dois casos, a frase aparece na forma plural intermediária "filhos dos homens", ou seja, seres humanos. A expressão "o Filho do homem" aparece 81 vezes no grego koiné dos quatro Evangelhos: 30 vezes em Mateus, 14 vezes em Marcos, 25 vezes em Lucas e 12 vezes em João.  No entanto, o uso do artigo definido em “o Filho do homem” é novo, e antes de seu uso nos evangelhos canônicos, não há registros de seu uso em nenhum dos documentos gregos da antiguidade que sobreviveram. 
Geza Vermes afirmou que "o filho do homem" no Novo Testamento não tem relação com os usos da Bíblia Hebraica. Vermes começa com a observação de que não há exemplo de "o" filho do homem nas fontes hebraicas e sugere que o termo se origina no aramaico – ברנש – bar nash/bar nasha. Ele conclui que nestas fontes “Filho do homem” é uma expressão regular para o homem em geral e muitas vezes serve como um pronome indefinido e em nenhum dos textos existentes “filho do homem” figura como título. 
No entanto, outras fontes argumentam que o Filho do Homem é um título, reivindicado por Jesus como forma de afirmar a sua própria natureza divina. Whitefield, por exemplo, argumenta que dentro do contexto bíblico, todos os humanos são referidos como “Filhos do Homem”, ou mais especificamente, filhos de Adão. A reivindicação de Jesus deste título específico foi uma reivindicação direta à autoridade divina, aludindo à de Daniel, aquele que foi profetizado que "[viria] com as nuvens do céu" e a quem seria "dada autoridade, glória e poder soberano". Como tal, embora o próprio título possa referir-se a qualquer ser humano, o próprio título refere-se a uma figura messiânica religiosa específica. 
As ocorrências do Filho do homem nos evangelhos sinópticos são geralmente categorizadas em três grupos: (i) aquelas que se referem à sua “vinda” (como uma exaltação); (ii) aqueles que se referem ao "sofrimento" e (iii) aqueles que se referem a "agora no trabalho", ou seja, referindo-se à vida terrena. A apresentação do Filho do homem no Evangelho de João é um pouco diferente da dos Sinópticos: em João 1:51 ele é apresentado como contato com Deus através da “instrumentação angélica”, em João 6:26 e 6:53 ele proporciona vida através de seu morte, e em João 5:27 ele detém o poder de julgar os homens. 

## Em idiomas antigos (Filho do homem)
| Idioma   | Correspondente |
| -------- | --- |
| Acádio   | Mar awelim |
| Sumério  | DUMU.LU.A (?) |
| Hebraico | - Hebraico: "בן אדם", romanizado "ben adám", lit.,"filho de Adão" |
| Aramaico | - ברנש [barnash] - ברנשא [barnasha'] - בר נש [bar nash] - בר נשא [bar nasha'] - בר אנש [bar 'anash] - בר אנוש [bar 'anowsh] - בר אנשא [bar 'ansha'] - ברה דאנשא [breh dansha'] - (e uns poucos outros)יליד נשא [yelid nasha'] (lit. "Nascido de um Humano")                                           |
| Grego    | - "ὡς υἱὸς ἀνθρώπου", romanizado: casa huios antropou, lit. '"como um filho do homem", e acordo com a Septuaginta em Dan. 7:13 [LXX] e "ὁ υἱὸς τοῦ ἀνθρώπου", romanizado : ho huios tou anthropou, lit. 'o filho do homem' – de acordo com o Novo Testamento, consulte Filho do homem (Cristianismo). |

Na Bíblia Cristã, as expressões "Filho do Homem" e "filho do homem" têm significados distintos e são utilizadas em contextos diferentes.  A expressão Filho do Homem com letras maiúsculas é frequentemente associada a Jesus Cristo no Novo Testamento. Ela aparece em todos os quatro Evangelhos (Mateus, Marcos, Lucas e João) e é usada por Jesus para se referir a si mesmo. A utilização da expressão "Filho do Homem" por Jesus destaca tanto sua humanidade quanto sua divindade. É uma maneira de se identificar com a humanidade enquanto, ao mesmo tempo, aponta para sua natureza messiânica e celestial. Exemplo: Mateus 16:13-16 (NVI): "E Jesus foi à região de Cesareia de Filipe e perguntou aos seus discípulos: 'Quem os homens dizem ser o Filho do homem?' Eles responderam: 'Alguns dizem João Batista; outros, Elias; e ainda outros, Jeremias ou um dos profetas'. 'E vocês?', perguntou ele. 'Quem vocês dizem que eu sou?' Simão Pedro respondeu: 'Tu és o Cristo, o Filho do Deus vivo'." 
A expressão "filho do homem"  com letras minúsculas é usada de forma mais genérica na Bíblia e pode se referir a qualquer descendente humano. Pode indicar a condição humana em termos gerais. Exemplo: Números 23:19 (NVI): "Deus não é homem para que minta, nem filho do homem para que mude de ideia. Acaso ele fala e deixa de agir? Acaso promete e deixa de cumprir?" 